# Либерец
Либерец (чеш. Liberec, нем.: Reichenberg) је шести по величини град у Чешкој Републици, и главни је град Либеречког краја, у оквиру којег је седиште засебног округа Либерец.
Либерец је некада био познат по веома развијеној текстилној индустрији, па и данас носи надимак "Чешки Манчестер".

## Географија
Либерец се налази у северном делу Чешке републике, близу државне тромеђе са Немачком и Пољском, и удаљен је од главног града Прага 110 km северно. Он је и средиште северне Бохемије.

### Рељеф
Либерец се налази на северу Чешко-Моравске висоравни, у долини реке Лужичке Нисе, на надморској висини од приближно 370 m. Изнад града се издиже планина Јештед, која чини западни део планинског венца Крконоша.

### Клима
Клима области Либереца је умерено континентална.

### Воде
Град Либерец се налази се на реци Лужичкој Ниси, која се улива у реку Одру.

## Историја
Либерец се у документима први пут помиње 1348. године, када је град насељен немачким становништвом. Немачки карактер град ће задржати све до средине 20. века. Текстилна индустрија у граду почиње 1579. године и од тада је непрекидно важна привредна активност.
Град се нагло развио крајем 19. века, па данас поседује мноштво грађевина из тог раздобља: градску већницу (која је веома налик бечкој), оперу, зграду музеја у новоренесансном стилу историцистичке архитектуре тога доба. У то време становници Либереца су се трудили да парирају Прагу. Насеља изнад града су изграђена у романтичном стилу бāњā средње Европе.
Током 1930-их, овај град са становништвом које су већином чинили етнички Немци, постао је средиште нацистичког покрета Судетских Немаца и, после Минхенског споразума 1938. године постао је главни град Судетске области (нем. Sudetengau) унутар нацистичке Немачке. После Другог светског рата, немачко становништво је протерано на основу Бенешових декрета, а у град су се населили Чеси.
Од послератних грађевина истичу се ТВ торањ на планини Јештед изнад града, изграђен 1968. године, и градска библиотека из 2000. г.

## Становништво
| 1930.  | 1950.  | 1961.  | 1970.  | 1980.  | 1991.   | 2001.  |
| ------ | ------ | ------ | ------ | ------ | ------- | ------ |
| 38 568 | 56 898 | 66 297 | 72 303 | 97 474 | 101 967 | 99.102 |

Данас Либерец има нешто преко 100.000 становника, а последњих година број становника лагано расте.

## Привреда
Најважнија индустрија у Либерецу данас је Либерецки аутомобилски завод (припада компанији "Шкода").

## Познате личности
- Фердинанд Порше (1875—1951), дизајнер аутомобила
- Конрад Хенлајн (1898—1945), нацистички политичар

## Партнерски градови
- Аугзбург
- Санкт Гален
- Цитау

## Галерија
- Градска кућа
- Градска Катедрала св. Антонија
- ТВ торањ на планини Јештед
- Градско позориште
- Град Либерец, прекривен  облацима током инверзије.